# Ужас Тролленберга
«Ужас Тролленберга» (англ. The Trollenberg Terror), в США вышел под названием «Ползучий глаз» (англ. The Crawling Eye) — британский фантастический фильм 1958 года режиссёра Квентина Лоуренса. Продолжительность картины составляет 84 минуты.
Фильм бы снят на основе одноимённого шестисерийного британского телесериала 1956-57 годов (актёры Лоуренс Пэйн и Стюарт Сондерс сыграли там тех персонажей, которых они сыграли тут).

## Сюжет
В небольшом городе в швейцарских Альпах происходят странные события. Постоянно находят обезглавленные тела местных жителей. Местная девушка Сара, обладающая телепатическими способностями, говорит, что чувствует в горах присутствие инопланетного разума. Скоро город накрывает огромное облако, и из него выходят отвратительные монстры и сеют повсюду разрушения. В конце концов учёные находят способ борьбы с монстрами. Им оказывается огонь.

## В ролях
- Форрест Такер — Алан Брукс
- Лоуренс Пэйн — Филип Труко
- Дженнифер Джейн — Сара
- Фредерик Шиллер — майор Клейн
- Джанет Манро — Анна Пилгрим

## Факты
- Картина вдохновила Джона Карпентера на создание фильма «Туман».
- Для американского проката дистрибьюторы урезали фильм на 9 минут, чтобы приблизить появление монстров.
- Премьера ленты состоялась 7 июля 1958 года в США, она была показана в паре с картиной «Космические монстры», причём название картины было изменено на «Ползучий глаз»[2]. На родине премьера состоялась 7 октября того же года.
- В 2010 году эта картина была включена компанией Shout! Factory[англ.] в DVD-сборник «Выпуск XVII», наряду с «Заатом», «Битниками[англ.]» и «Последней жертвой[англ.]»[3].